# Apantesis ochreata
Apantesis ochreata är en fjärilsart som beskrevs av Butler 1881. Apantesis ochreata ingår i släktet Apantesis och familjen björnspinnare. Inga underarter finns listade i Catalogue of Life.